# Suisun City, Kalifornien
Suisun City är en stad (city) i Solano County, i delstaten Kalifornien, USA. Enligt United States Census Bureau har staden en folkmängd på 28 330 invånare (2011) och en landarea på 10,6 km².